# Усадьба В. Г. Дараган
Усадьба В. Г. Дараган — усадебный комплекс и памятник архитектуры национального значения в Козельце (Покорщине). Повреждён, не реставрирован. Здание не используется.

## История
Постановлением Кабинета Министров УССР от 24.08.1963 № 970 «Про упорядочение дела учёта и охраны памятников архитектуры на территории Украинской ССР» («Про впорядкування справи обліку та охорони пам’ятників архітектури на території Української РСР») комплексу присвоен статус памятник архитектуры национального значения с охранным № 846 под названием Усадьба, включающий два объекта Главный дом с охранным № 846/1 и Каменица с охранным № 846/2. С 1979 года комплекс включает еще один объект — Флигель усадьбы с охранным № 1775.
Не установлена информационная доска.

## Описание
Комплекс является одним из старейших и редких примеров усадебной деревянной архитектуры Черниговщины и Левобережной Украины периода барокко. «Домик в Козельце с его интимным обликом сельской архитектуры, с его росписями и печами», по мнению Г. К. Лукомского, представляет собой уникальный образец типично украинского усадебного дома, который невозможно вписать ни в польско-шляхетскую, ни в русско-палладианскую традицию. Правда, даже этот дом дошёл до нашего времени с утратами и достройками (в основном первой трети XIX века). Редкая барочная мебель, портреты первых хозяев после Октябрьской революции были вывезены из Козельца в черниговский музей.
В 1744 году землевладение на правом берегу реки Остёр перешло от полкового писаря Ивана Покорского (чьё имя сохранилось в названии села) к Наталье Демьяновне — матери царского фаворита Алексея Разумовского. Имение досталось в качестве приданого её дочери Вере Григорьевне и её супругу, киевскому полковнику Ефиму Дарагану, после которых Покорщину унаследовала дочь Екатерина с супругом Иваном Галаганом, владельцем Сокиринцев.
Комплекс в Покорщине включает элементы регулярной и ландшафтной планировки. К главному дому вела аллея, вдоль которой расположены одноэтажные деревянные флигели (восточный просуществовал до 1980-х годов). Главный дом и симметрично расположенные отдельно стоящие флигели образовывают парадный двор. С восточной стороны расположена каменица (кладовая), с западного — парк, левее центрального входа — каретник, украшенный резьбой. Двусрубный амбар на сваях утрачен в советское время.
«Главный дом» был построен в 1750—1760-е годы Дараганами в селе Покорщина (ныне часть Козельца). Деревянный, оштукатуренный, одноэтажный на подвале, прямоугольный в плане дом, четырёхскатная крыша с металлической кровлей. Южный (главный) фасад с начала 19 века украшен ампирным портиком (6-колонный), завершённый треугольным фронтоном с полукруглым окном; портик восточного фасада не сохранился, имеется треугольный фронтон над линией карниза. Также к 19 веку относятся оформление наличников на окнах и ставни.
В 2009 году черниговский областной совет приняла решение передать пришедший в запустение усадебный ансамбль на 49 лет в аренду Владимиру Недяку, основателю и директору частного музея «Казацкие земли Украины» (Черкасская область).
В 1975 году на территории усадьбы были отсняты некоторые сцены советского фильма «Звезда пленительного счастья».